# Edisons 1995
De Edisons van 1995 werden uitgereikt tijdens de derde editie van het Grand Gala du Disc, dat op 3 oktober 1995 werd opgenomen (en drie dagen later uitgezonden) door de AVRO. Het gala vond plaats in de Central Studio's in Utrecht. Voor de tweede keer op rij presenteerde Bart Peeters het geheel. Ook dit jaar vormde de uitzending het startsein voor de Platentiendaagse.
Naast het gala werden vier muziekspecials uitgezonden rond artiesten die tijdens het Grand Gala optraden. Onder hen waren Paolo Conte en Marco Borsato.
Naast de gebruikelijke Edisons die door een jury waren toegekend, kende deze uitreiking een nieuwigheidje: drie zogenoemde Edison Publieksprijzen, Edisons die op basis van een publieksverkiezing werden bepaald. Men kon uit een lijst van zo'n 30 genomineerde artiesten en titels stemmen voor drie categorieën, te weten Beste Single, Beste Album en Favoriete Act.
Op 10 augustus maakten de Edison Stichting en de CPG (Collectieve Propaganda Geluidsdragers) de lijst bekend van genomineerden voor deze publieksprijzen:
Beste Single
Marco Borsato, André Rieu, De Dijk, Take That, Van Dik Hout en 2 Unlimited.
Beste Album
Live, Bonnie Raitt, Paul de Leeuw, René Froger en Céline Dion.
Favoriete Act
Björk, Joe Cocker, Live, 2 Unlimited, The Cranberries, R.E.M., Take That en René Froger.
Men kon stemmen via speciale kaartjes die in de platenzaken verkrijgbaar waren of via een bon in het AVRO-blad Televizier. Merkwaardig genoeg is de uitslag van deze publieksverkiezing niet gedocumenteerd door de Edison Stichting. Zo is de winnaar van de categorie 'Favoriete Act' niet bekend en was de winnaar van het beste album, Strauß & co van André Rieu, niet eens genomineerd.
De muziek uit de film De Leeuwenkoning werd twee keer onderscheiden: de originele versie van Elton John in de categorie Musical/Film en de Nederlandstalige versie in de categorie Jeugd/Kinderrepertoire.
Al met al was er nogal wat kritiek vanuit de industrie op dit Grand Gala du Disc en de Edison-uitreiking. Na deze editie van de Edisons werden twee jaar lang geen Edisons in de populaire categorieën uitgereikt. Pas in 1998 keerde de prijs terug, maar dan als Edison Music Awards.

## Winnaars
Edison Publieksprijzen
- Beste single: Marco Borsato voor Dromen Zijn Bedrog
- Beste album: André Rieu voor Strauß & co
- Favoriete act: (Onbekend)

Internationaal
- Pop (Rock): Live voor Throwing Copper
- Pop (Dance/Rap): Portishead voor Dummy
- Pop (Hardrock/Metal): Faith No More voor King For a Day, Fool For a Lifetime
- Pop (R&B/Blues): G. Love & Special Sauce voor G. Love & Special Sauce
- Pop (Middle of the road): The Chieftains voor The Long Black Veil
- Musical/Film: Elton John voor De Leeuwenkoning
- Jazz: Tony Bennett voor MTV Unplugged
- Country: Tammy Wynette voor Without Walls
- Historische uitgave: Glenn Miller voor The Lost Recordings
- Historische uitgave: The Who voor Thirty Years of Maximum R&B

Nationaal
- Pop: Marco Borsato voor Marco
- Pop (Middle of the road): Lisa Boray voor The Need To Be
- Pop (Rock): De Dijk voor De Blauwe Schuit
- Instrumentaal: Armando voor The Violinist
- Jeugd: Diverse uitvoerenden voor De Leeuwekoning (Soundtrack)
- Kleinkunst: Youp van 't Hek voor Ergens in de Verte
- Luisterlied: Liesbeth List voor List
- Musical/Theater: Cast van You're The Top
- Extra: Corry Brokken voor Net Als Toen

1960 · 1961 · 1962 · 1963 · 1964 · 1965 · 1966 · 1967 · 1968 · 1969 · 1970 · 1971 · 1972 · 1973 · 1974 · 1975 · 1976 · 1977 · 1978 · 1979 · 1980 · 1981 · 1982 · 1983 · 1984 · 1985 · 1986 · 1987 · 1988 · 1989 · 1990 · 1991 · 1992 · 1993 · 1994 · 1995 · 1996 · 1997 · 1998 · 1999 · 2000 · 2001 · 2002 · 2003 · 2004 · 2005 · 2006 · 2007 · 2008 · 2009 · 2010 · 2011 · 2012 · 2013 · 2014 · 2015 · 2016 · 2017 · 2018 · 2019 · 2020 · 2021 · 2022 · 2023 · 2024